# Ausweisung
Die Begriffe Ausweisung oder Landesverweis bezeichnen die Anordnung der Behörden eines Staates, ein in seinem Hoheitsgebiet (rechtmäßig oder rechtswidrig) anwesender ausländischer Staatsbürger habe dieses zu verlassen.

## Bedeutung
Im Unterschied zur Abschiebung, die eine Vollzugsmaßnahme (zwangsweise Außerlandesschaffung) darstellt und mit der die Aufenthaltsbeendigung behördlich durchgesetzt wird, wird mit der Ausweisung allein ein etwaiges Aufenthaltsrecht entzogen und ein Wiedereinreiseverbot statuiert. Abschiebungen müssen nicht unbedingt auf einer Ausweisung beruhen, sondern kommen auch als Vollstreckungsmittel bei anderen aufenthaltsbeendenden Maßnahmen in Betracht (z. B. nach Ablehnung eines Antrags auf eine Aufenthaltserlaubnis, dem Erlass einer Ausreiseaufforderung unter Abschiebungsandrohung und der sich anschließenden Weigerung des Ausländers, das Land freiwillig zu verlassen).
In der Umgangssprache und in den Medien sowie teilweise auch im internationalen Sprachgebrauch werden die Begriffe Ausweisung (engl. expulsion) und Abschiebung (engl. deportation) allerdings zum Teil synonym verwendet. So definiert der UNHCR den Begriff der Ausweisung umfassend als den gesamten Prozess der „Außerlandesschaffung einer Person, die sich rechtmäßig im Hoheitsgebiet eines Staates aufhält, durch die Regierungsbehörden dieses Staates.“
Keine Ausweisung (obwohl in der Umgangssprache und in Zeitungsmeldungen häufig als solche bezeichnet) ist das Verlangen eines Staates, ein bei diesem akkreditierter Diplomat möge das Land verlassen. Rechtlich liegt hier nur eine diplomatische Note des jeweiligen Außenministeriums vor, in der der Botschaft des betroffenen Landes erklärt wird, ein Mitglied des diplomatischen Personals der Mission sei persona non grata oder ein anderes Mitglied des Personals der Mission sei nicht mehr genehm. In diesen Fällen hat der Entsendestaat die betreffende Person entweder abzuberufen oder ihre Tätigkeit bei der Mission zu beenden. Unterlässt er es, innerhalb einer angemessenen Frist seinen Verpflichtungen nachzukommen, verliert der Diplomat seinen Diplomatenstatus (Art. 9 des Wiener Übereinkommens über diplomatische Beziehungen).

## Genfer Flüchtlingskonvention
Laut Artikel 32 der Genfer Flüchtlingskonvention darf ein Flüchtling, der sich rechtmäßig im Land aufhält, nur aus Gründen der öffentlichen Sicherheit und Ordnung ausgewiesen werden. Die Verfahren, in denen der Ausweisungsbeschluss gefasst wird, müssen fair und gerecht sein und dem Flüchtling sollte eine angemessene Frist gewährt werden, um ihm die Möglichkeit zu geben, in einem anderen Land Aufnahme zu finden. (UNHCR, Handbuch für Parlamentarier, 2/2001)
Artikel 33 grenzt dies durch den Grundsatz der Nichtzurückweisung ein, auch „Verbot der Ausweisung und Zurückweisung“ genannt: „Keiner der vertragschließenden Staaten wird einen Flüchtling auf irgendeine Weise über die Grenzen von Gebieten ausweisen oder zurückweisen, in denen sein Leben oder seine Freiheit wegen seiner Rasse, Religion, Staatsangehörigkeit, seiner Zugehörigkeit zu einer bestimmten sozialen Gruppe oder wegen seiner politischen Überzeugung bedroht sein würde.“ Zugleich stellt er klar: „Auf die Vergünstigung dieser Vorschrift kann sich jedoch ein Flüchtling nicht berufen, der aus schwer wiegenden Gründen als eine Gefahr für die Sicherheit des Landes anzusehen ist, in dem er sich befindet, oder der eine Gefahr für die Allgemeinheit dieses Staates bedeutet, weil er wegen eines Verbrechens oder eines besonders schweren Vergehens rechtskräftig verurteilt wurde.“
Die Genfer Flüchtlingskonvention – und somit auch das genannte Verbot der Ausweisung und Zurückweisung – findet nach Artikel 1 Abschnitt F keine Anwendung auf Personen, die ein Verbrechen gegen den Frieden, ein Kriegsverbrechen oder ein Verbrechen gegen die Menschlichkeit begangen haben oder die ein schweres nichtpolitisches Verbrechen außerhalb des Aufnahmelandes begangen haben, bevor sie dort als Flüchtling aufgenommen wurden, oder die sich Handlungen zuschulden kommen ließen, die den Zielen und Grundsätzen der Vereinten Nationen zuwiderlaufen.

## Deutschland
Die Ausweisung ist ein feststellender, belastender – kein befehlender – Verwaltungsakt, der das Ziel hat, die Anwesenheit des Betroffenen in der Bundesrepublik Deutschland zu beenden und ihm die Wiedereinreise und eine (weitere) Aufenthaltserlaubnis zu verwehren. Durch die Ausweisung erlöschen gegebenenfalls erteilte Aufenthaltstitel (§ 51 Abs. 1 Nr. 5 Aufenthaltsgesetz).
Die Ausweisung richtet sich gegen Ausländer, deren Aufenthalt in Deutschland die öffentliche Sicherheit und Ordnung oder sonstige erhebliche Interessen des Landes beeinträchtigt. Ausgewiesenen Ausländern darf kein neuer Aufenthaltstitel erteilt werden; sie dürfen nicht erneut in das Bundesgebiet einreisen (§ 11 Abs. 1 AufenthG). Die Wirkungen der Ausweisung sind allerdings schon in der Ausweisungsverfügung von Amts wegen zu befristen (§ 11 Abs. 2 AufenthG). Das Wiedereinreiseverbot gilt bei Ausweisungen sowie „vollzogenen“ Abschiebungen, nicht hingegen im Fall einer bloßen Ablehnung des Antrags auf Erteilung einer Aufenthaltserlaubnis bei anschließender freiwilliger Befolgung der Ausreisepflicht.
Eine wegen Ausreise oder Untertauchen eines Ausländers unterbliebene Ausweisung kann im Interesse der Rechtsklarheit und zur Verfahrensvereinfachung gleichwohl verfügt werden; sie wird dann öffentlich zugestellt.

### Rechtslage bis 31. Dezember 2015
Bei der Ausweisungstechnik wurde bisher unterschieden zwischen der Ist- oder Pflicht-Ausweisung (§ 53 AufenthG a. F.), der Regel-Ausweisung (§ 54 AufenthG a. F.) und der Ermessens-Ausweisung (§ 55 AufenthG a. F.). Lag der Tatbestand einer Ist-Ausweisung vor, musste die Ausweisung von der Ausländerbehörde zwingend angeordnet werden. Bei der Regel-Ausweisung musste geprüft werden, ob ein atypischer Ausnahmefall vorlag, der einer Ausweisung ausnahmsweise entgegenstand. Bei der Ermessens-Ausweisung wurde dagegen eine umfassende Güterabwägung vorgenommen, die ergebnisoffen war.
Verfügten Ausländer über besonderen Ausweisungsschutz (z. B. nach § 56 AufenthG a. F.), durften sie nur aus schwerwiegenden Gründen der öffentlichen Sicherheit und Ordnung ausgewiesen werden. In diesen Fällen wurde der im Einzelfall anzuwendende Ausweisungstyp oft um eine Stufe abgeschwächt: Aus einer Ist-Ausweisung wurde beispielsweise eine Regel-Ausweisung (§ 56 Abs. 1 Satz 4 und 5 AufenthG a. F.).

### Rechtslage seit 1. Januar 2016
Das Ausweisungsrecht wurde mit Wirkung vom 1. Januar 2016 grundlegend neu geordnet. An die Stelle der bisherigen drei Ausweisungstypen (Ist- bzw. Pflicht-, Regel- und Ermessensausweisung) ist gemäß dem neuen § 53 AufenthG die Ausweisung als Ergebnis einer unter Berücksichtigung aller Umstände des Einzelfalles durchgeführten Abwägung von Ausweisungsinteressen (nun neuer § 54 AufenthG) und Bleibeinteressen (nun neuer § 55 AufenthG) getreten: Die bei der Abwägung vorzunehmende Gewichtung des Ausweisungs- und Bleibeinteresses sind in §§ 54, 55 AufenthG für bestimmte Fallgruppen näher konkretisiert. Einen förmlichen besonderen Ausweisungsschutz, wie in § 56 AufenthG a. F. noch aufgeführt, gibt es nun nicht mehr; solche Gesichtspunkte finden künftig im Bleibeinteresse Berücksichtigung.
Mit dieser Änderung reagierte der Gesetzgeber auf die höchstrichterliche Rechtsprechung zu den Vorgaben höherrangigen Rechts, insbesondere des Rechts auf Achtung des Privat- und Familienlebens nach Art. 8 der Europäischen Menschenrechtskonvention (EMRK), die in der Vergangenheit eine Ausweisung anhand des Pflicht-, Regel- oder Ermessensausweisungsschemas nicht mehr zugelassen hatte. Ausweislich der amtlichen Begründung des Regierungsentwurfs wurden bereits in der Vergangenheit bei einem Großteil der Ausweisungen die Anforderungen der Ermessensausweisung zugrunde gelegt. Die Neuregelung soll nun dazu beitragen, Rechtsunsicherheiten zu beseitigen.
Für EWR- und EU-Bürger gelten weiterhin andere Regeln, siehe Abschnitt „Europäischer Wirtschaftsraum und Europäische Union“.
Türkische Staatsangehörige, denen nach dem Assoziationsratsbeschluss Nr. 1/80 (ARB 1/80) ein Aufenthaltsrecht zusteht, dürfen nur nach Maßgabe des Art. 14 ARB 1/80 ausgewiesen werden. Ein förmliches Verlustfeststellungsverfahren wie bei EWR-Bürgern gibt es bei ihnen nicht. Eine Ausweisung darf bei türkischen Staatsangehörigen mit ARB 1/80-Status jedoch – wie bei EWR-Bürgern – nur ausgesprochen werden, wenn durch sie eine tatsächliche und hinreichend schwere Gefährdung gegeben ist, die ein Grundinteresse der Gesellschaft berührt. Diese vom Europäischen Gerichtshof vorgegebene Richtschnur findet sich nun ausdrücklich im neuen § 53 Abs. 3 AufenthG.

### Weitere Änderungen
Am 17. März 2016 trat das tags zuvor im Bundesgesetzblatt veröffentlichte Gesetz zur erleichterten Ausweisung von straffälligen Ausländern und zum erweiterten Ausschluss der Flüchtlingsanerkennung bei straffälligen Asylbewerbern vom 11. März 2016 in Kraft. Dieses Änderungsgesetz änderte § 53, § 54 und § 60 AufenthG sowie § 3, § 8, § 26, § 30, § 73 und § 75 des Asylgesetzes (AsylG). Durch diese Gesetzesänderung konnte ein Ausländer, wenn er wegen einer oder mehrerer vorsätzlicher Straftaten gegen das Leben, die körperliche Unversehrtheit, die sexuelle Selbstbestimmung, das Eigentum oder wegen Widerstands gegen Vollstreckungsbeamte, sofern diese Straftaten mit Gewalt oder unter Anwendung von Drohung mit Gefahr für Leib oder Leben oder mit List begangen sind, rechtskräftig zu einer Freiheits- oder Jugendstrafe verurteilt worden ist, unabhängig davon, ob die Strafe zur Bewährung ausgesetzt ist, leichter ausgewiesen werden. Bei Asylbewerbern kann die Anerkennung als Flüchtling eher als bisher versagt werden.
Die Gesetzesbegründung der Großen Koalition verwies auf die Erfordernisse des gesellschaftlichen Friedens in Deutschland und die Akzeptanz der einheimischen Bevölkerung für die Aufnahme von Schutzbedürftigen sowie für die legale Zuwanderung; Ereignisse wie die in der Silvesternacht 2015/2016 beförderten zudem Ressentiments gegenüber Ausländern und Asylsuchenden. In einer Stellungnahme zum Entwurf hatte der Deutsche Anwaltverein kritisch angemerkt, dass zwar der Schutzstatus verwehrt werden könne, dass aber aufgrund völker- und verfassungsrechtlicher Vorgaben eine (Ketten-)Duldung an den Platz der Aufenthaltserlaubnis trete.
Im Zuge der am 10. November 2016 in Kraft getretenen Sexualstrafrechtsverschärfungen wurde auch bei ohne Gewalt begangenem sexueller Übergriff ein besonders schwerwiegendes Ausweisungsinteresse vorgesehen.
Am 21. August 2019 trat mit dem Zweiten Gesetz zur besseren Durchsetzung der Ausreisepflicht vom 15. August 2019 eine veränderte Fassung des § 54 AufenthG in Kraft, nach der schon bei Verurteilung zu einer Freiheitsstrafe von mindestens sechs Monaten wegen einer oder mehrerer vorsätzlicher Straftaten ein schwerwiegendes Ausweisungsinteresse besteht, dagegen wurde auf den unbestimmten Begriff der List wieder verzichtet.
Am 31. Oktober 2024 traten weitere Verschärfungen in Kraft.

### Reformpläne
Im Juni 2024 hat die Bundesregierung einen weiteren Entwurf zur Änderung des Aufenthaltsgesetzes vorgelegt. Dieser soll die Ausweisung von Ausländern ermöglichen, die terroristische Taten billigen.

## Schweiz
Die Ausweisung wird von der Bundespolizei gegenüber Ausländern verfügt, die die innere oder äußere Sicherheit der Schweiz gefährden.
Eine Ausschaffung (Abschiebung) kann verfügt werden, wenn eine Person ohne Aufenthaltsgenehmigung eine Frist, die zur Ausreise gesetzt wurde, verstreichen lässt oder wenn ein rechtskräftiger Aus- oder Wegweisungsentscheid für Personen in Haft vorliegt. Im Jahr 2010 wurde die eidgenössische Volksinitiative „für die Ausschaffung krimineller Ausländer (Ausschaffungsinitiative)“ angenommen. Sie nahm die Art. 121 Abs. 3–6 in die Bundesverfassung auf und führte ein, dass Personen, die eine der Straftaten in Art. 121 Abs. 3 lit. a und b begangen haben, ausgewiesen werden müssen.
Nebst der Abschiebe-Thematik wird der Begriff Ausweisung in der Schweiz auch gebraucht gegen renitente Mieter, die sich einer Kündigung des Mietverhältnisses widersetzen oder Wohnung resp. Geschäftsraum verlassen, ohne sie zu räumen. In diesem Falle findet nach gehöriger Abmahnung eine Zwangsräumung des Mietobjektes statt, gegebenenfalls sogar unter Aufbietung der Polizei.
Ausreisepflichtige Ausländer können unter bestimmten Umständen in Administrativhaft genommen werden, wenn es der Vollzug der Ausweisung verlangt.

## Europäischer Wirtschaftsraum und Europäische Union
Aus Deutschland dürfen freizügigkeitsberechtigte EWR-Bürger und ihre Familienangehörigen (auch aus Drittstaaten) auch künftig grundsätzlich erst ausgewiesen werden, nachdem der Verlust ihres Rechts auf Freizügigkeit bestandskräftig festgestellt worden ist (§ 11 Abs. 2 Freizügigkeitsgesetz [FreizügG/EU]); im Übrigen ist die Anwendung der Ausweisungsvorschriften des Aufenthaltsgesetzes bei diesem Personenkreis zunächst ausgeschlossen (§ 11 Abs. 1 FreizügG/EU). Gegen einen EU-Ausländer dürfen Maßnahmen zur Aufenthaltsbeendigung nur nach Maßgabe des § 6 FreizügG/EU ergriffen werden.
Im Folgenden wird der Begriff „Ausweisung“ im Sinne des Rechts der EU verwendet, wo er – ganz im Gegensatz zum Begriff der Ausweisung im deutschen Aufenthaltsgesetz – ein Sammelbegriff ist, unter den jegliche Maßnahme zur Aufenthaltsbeendigung gefasst wird. EU-Bürger, die bereits fünf oder mehr Jahre in einem anderen EU-Staat gelebt haben und dort integriert sind, sind selbst bei Straffälligkeit nicht ohne Weiteres in ihr Herkunftsland „auszuweisen“. Laut einem Urteil des Europäischen Gerichtshofs vom April 2018 ist eine „Ausweisung“ angesichts des nach fünf Jahren erlangtem Daueraufenthaltsrechts nur bei „schwerwiegenden Gründen der öffentlichen Ordnung oder Sicherheit“ zulässig. Nach zehn Jahren sei sie nur aus „zwingenden Gründen der öffentlichen Sicherheit“ möglich. Auch Artikel 12 der Richtlinie 2003/109/EG (Daueraufenthaltsrichtlinie) schreibt vor, dass ein langfristig Aufenthaltsberechtigter nur ausgewiesen werden darf, wenn er „eine gegenwärtige, hinreichend schwere Gefahr für die öffentliche Ordnung oder die öffentliche Sicherheit darstellt“. (Zum im Europarecht vorgesehenen Schutz von EU-Bürgern vor Maßnahmen der Aufenthaltsbeendigung in der EU siehe: Schutz vor Ausweisung auf Basis der Richtlinie 2004/38/EG.)